# Mike Schmidt
Michael Jack Schmidt (ur. 27 września 1949) – amerykański baseballista, który występował na pozycji trzeciobazowego przez 18 sezonów w Philadelphia Phillies.

## Przebieg kariery
8 czerwca 1971 roku został wybrany w 2. rundzie draftu przez Phillies i początkowo występował w klubach farmerskich tego zespołu. W Major League Baseball zadebiutował 12 września 1972 roku. Dwa lata później wystąpił po raz pierwszy (z dwunastu) w Meczu Gwiazd MLB. W 1980 roku został jednogłośnie wybrany MVP National League. W tym samym sezonie Phillies po raz pierwszy wygrali World Series, a Schmidt został wybrany MVP finałów.
W 1983 podczas obchodów 100. rocznicy powstania zespołu Philadelphia Phillies, został wybrany przez fanów najlepszym zawodnikiem w historii klubu. W sezonie 1983 przewodził w zespole w klasyfikacji średniej uderzeń (0,467), a Phillies ponownie awansowali do World Series, w których ulegli Baltimore Orioles w pięciu meczach.
18 kwietnia 1987 roku w meczu przeciwko Pittsburgh Pirates zdobył 500. home runa w karierze; był to zwycięski home run w tym spotkaniu. W 1989 roku po kontuzji kolana, którą odniósł rok wcześniej postanowił zakończyć karierę. W 1995 został wybrany do Galerii Sław Baseballu.

## Nagrody i wyróżnienia
| Nagroda/wyróżnienie                    | Lata                                                                   | Źródło |
| 2× MVP National League                 | 1954, 1965                                                             | [ 5 ]  |
| 3× MVP National League                 | 1980, 1981, 1986                                                       | [ 5 ]  |
| 12× All-Star                           | 1974, 1976, 1977, 1979, 1980, 1981, 1982, 1983, 1984, 1986, 1987, 1989 | [ 3 ]  |
| 10× Gold Glove Award                   | 1976–1984, 1986                                                        | [ 3 ]  |
| 6× Silver Slugger Award                | 1980–1984, 1986                                                        | [ 3 ]  |
| Zwycięzca w World Series               | 1980                                                                   | [ 6 ]  |
| World Series MVP                       | 1980                                                                   | [ 6 ]  |
| Lou Gehrig Memorial Award              | 1983                                                                   | [ 12 ] |
| Major League Baseball All-Century Team |                                                                        | [ 13 ] |
| Baseball Hall of Fame                  | od 1995                                                                | [ 11 ] |
| # 20 zastrzeżony przez Phillies        | 1990                                                                   | [ 14 ] |